# Курильские острова
Кури́льские острова́ (айн. Чупка, Тюпка, Цюпка /север.-кур./, Цюпука /южн.-кур./, вкупе с Камчаткой — «место восхода солнца», а также Курумиси, «людская земля»; яп. 千島列島 Тисима рэтто: — «архипелаг тысячи островов»), также известные как Кури́лы, — цепь островов вулканического происхождения между полуостровом Камчатка и островом Хоккайдо, отделяющая Охотское море от Тихого океана чуть выпуклой в сторону океана дугой. В научных работах по геологии и геотектонике рассматривается как Кури́льская островна́я дуга́.
Протяжённость — около 1200 км. Общая площадь — 10,5 тыс. км². К югу от них проходит государственная граница России с Японией. Острова образуют две параллельные гряды: Большую Курильскую и Малую Курильскую. Включают 56 островов, из которых четыре имеют постоянное население. Они имеют также важное военно-стратегическое и экономическое значение.
После Второй мировой войны Курильские острова вошли в состав СССР (Сахалинская область). Принадлежность южных островов архипелага — Итурупа, Кунашира и островов Малой Курильской гряды — оспаривается Японией, которая включает их в состав префектуры Хоккайдо. Принадлежность остальных Курильских островов, с точки зрения японского правительства, остаётся неопределённой, так как в Сан-Францисском договоре не сказано, в пользу какого государства Япония отказывается от своих прав на Курилы.
Японское правительство выплачивает щедрое денежное возмещение японским рыбакам за штраф либо осуждение российскими властями, в связи с чем нередка браконьерская добыча биоресурсов в российской акватории (причём не только в её оспариваемой Японией части).

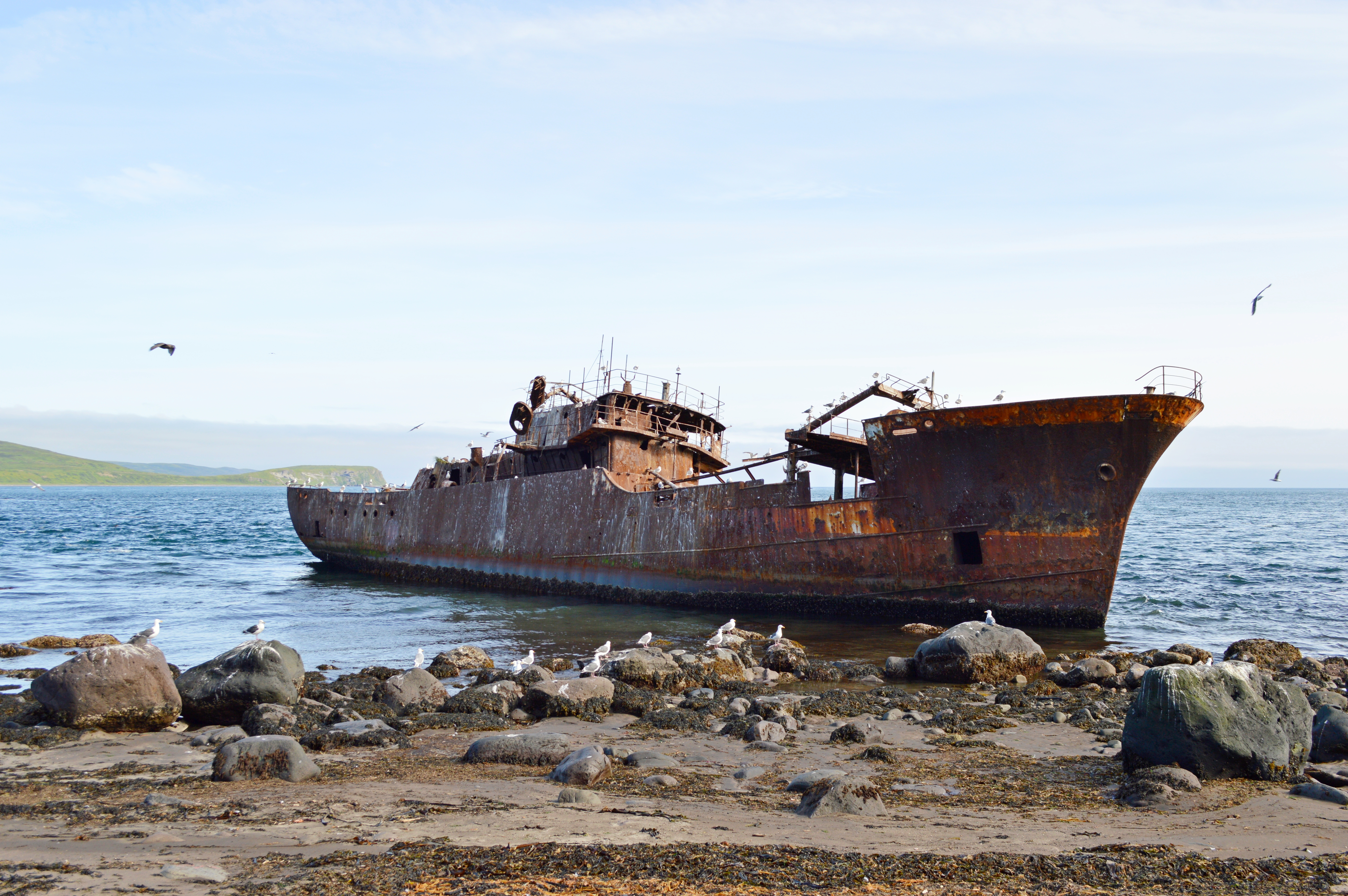
Остров Парамушир. Японская шхуна, арестованная за браконьерство в российских водах. Судовладелец отказался от неё, чтобы не платить штраф и компенсацию ущерба.

## Название
Название островов происходит от айнского (айны — народ, населявший острова до прихода русских) слова кур, означающего «человек».

## География и геология
В тематической литературе Курильский архипелаг делится на две гряды — Большую и Малую. Большая, в свою очередь традиционно делится на Северные, Средние и Южные Курилы, имеющие особенности в климате, геологии, флоре и фауне.
Северная часть островной цепи, от Атласова до Кетоя образует Северо-Курильский район, срединная часть островной цепи от Симушира до Итурупа — Курильский район, южная часть архипелага, Кунашир и Малая Курильская гряда — Южно-Курильский район.
У некоторых из островов в прибрежной зоне имеются острова-спутники (например, у Урупа и у Шикотана). Несмотря на то, что южные острова находятся на широте Анапы, а остров Шикотан — на широте города Сочи, на климат островной цепи оказывает определяющее влияние холодное Курильское течение, поэтому юридически Курильские острова относятся к районам Крайнего Севера.

### Климат
Вдоль восточных берегов Курильской островной цепи протекает холодное Курильское течение. Его ответвления входят и в Охотское море по проливам Дианы, Буссоль, Уруп (между о-вами Кетой, Симушир, Чёрные Братья и Уруп), где смешиваются с водами тёплого течения Соя. Последнее влияет на охотоморские стороны Кунашира и Итурупа.
Климат на островах — слабоконтрастный океанический: на северных островах имеет субарктические черты, на южных островах он близок умеренному (на юго-западе Кунашира достаточно благоприятен и для субтропической флоры). Самым тёплым является остров Кунашир, самый мягкий климат — на острове Шикотан. Зимой температурные различия между северными и южными островами не превышают 2 °C, в августе же они достигают 6 °C: с +10 °C на севере до +16 °C на юге.
Материковый муссонный климат претерпевает значительные изменения здесь из-за влияния Тихого океана; континентальные морозы значительно ослабевают. Средняя температура самого холодного месяца (февраля) составляет −5 °C. Средняя температура самого тёплого месяца (августа) на Кунашире достигает +18 °C, а среднегодовая — превышает +6 °C, на северных же островах средняя температура августа держится на уровне +10 °C.

### Список островов

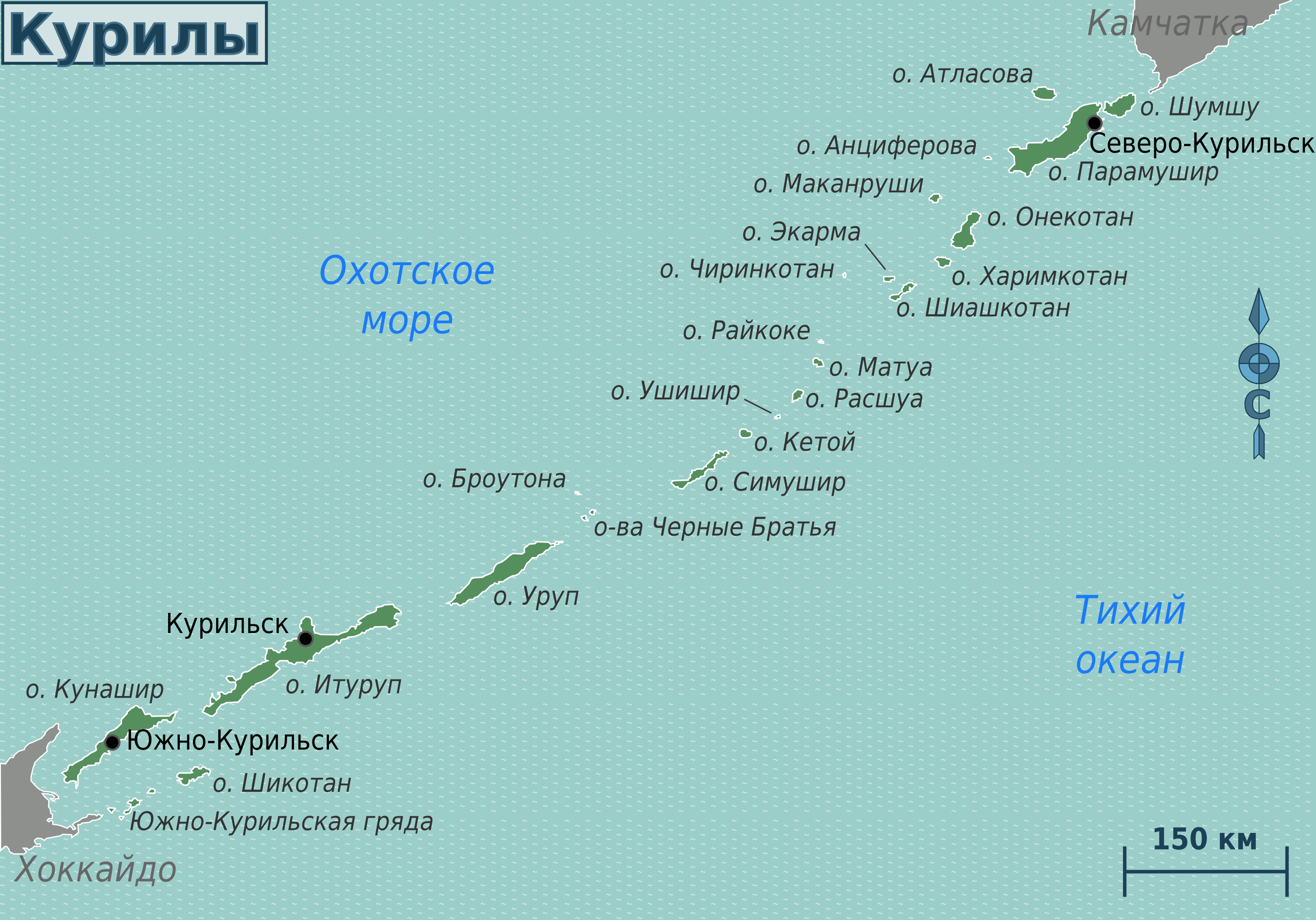
Расположение и русские названия островов

Список островов площадью более 1 км² в направлении с севера на юг.
| Название                 | Площадь, км² | Максимальная высота, м | Широта | Долгота | Среднегодовая температура воздуха | Сумма активных температур |
| ------------------------ | ------------ | ---------------------- | ------ | ------- | --------------------------------- | ------------------------- |
| Большая Курильская гряда |              |                        |        |         |                                   |                           |
| Северная группа          |              |                        |        |         |                                   |                           |
| Атласова                 | 150          | 2339                   | 50°52' | 155°34' | —                                 | —                         |
| Шумшу                    | 388          | 189                    | 50°45' | 156°21' | —                                 | —                         |
| Парамушир                | 2053         | 1816                   | 50°23' | 155°41' | 1,5                               | —                         |
| Анциферова               | 7            | 747                    | 50°12' | 154°59' | —                                 | —                         |
| Маканруши                | 49           | 1169                   | 49°46' | 154°26' | —                                 | —                         |
| Онекотан                 | 425          | 1324                   | 49°27' | 154°46' | —                                 | —                         |
| Харимкотан               | 68           | 1157                   | 49°07' | 154°32' | —                                 | —                         |
| Чиринкотан               | 6            | 724                    | 48°59' | 153°29' | —                                 | —                         |
| Экарма                   | 30           | 1170                   | 48°57' | 153°57' | —                                 | —                         |
| Шиашкотан                | 122          | 934                    | 48°49' | 154°06' | —                                 | —                         |
| Средняя группа           |              |                        |        |         |                                   |                           |
| Райкоке                  | 4,6          | 551                    | 48°17' | 153°15' | —                                 | —                         |
| Матуа                    | 52           | 1446                   | 48°05' | 153°13' | —                                 | 406                       |
| Расшуа                   | 67           | 948                    | 47°45' | 153°01' | —                                 | —                         |
| о-ва Ушишир              | 5            | 388                    | —      | —       | —                                 | —                         |
| Рыпонкича                | 1,3          | 121                    | 47°32' | 152°50' | —                                 | —                         |
| Янкича                   | 3,7          | 388                    | 47°31' | 152°49' | —                                 | —                         |
| Кетой                    | 73           | 1166                   | 47°20' | 152°31' | —                                 | —                         |
| Симушир                  | 353          | 1539                   | 46°58' | 152°00' | —                                 | 518                       |
| Броутона                 | 7            | 800                    | 46°43' | 150°44' | —                                 | —                         |
| о-ва Чёрные Братья       | 37           | 749                    | —      | —       | —                                 | —                         |
| Чирпой                   | 21           | 691                    | 46°30' | 150°55' | —                                 | —                         |
| Брат-Чирпоев             | 16           | 749                    | 46°28' | 150°50' | —                                 | —                         |
| Южная группа             |              |                        |        |         |                                   |                           |
| Уруп                     | 1450         | 1426                   | 45°54' | 149°59' | 2,2                               | 700—540                   |
| Итуруп                   | 3318,8       | 1634                   | 45°00' | 147°53' | 4,3                               | 1350                      |
| Кунашир                  | 1495,24      | 1819                   | 44°05' | 145°59' | 4,7                               | 1700                      |
| Малая Курильская гряда   |              |                        |        |         |                                   |                           |
| Шикотан                  | 264,13       | 412                    | 43°48' | 146°45' | 5,0                               | 1650                      |
| Полонского               | 11,57        | 16                     | 43°38' | 146°19' | —                                 | —                         |
| о-ва Осколки             | 0,2          | 38                     | 43°35' | 146°25' | —                                 | —                         |
| Зелёный                  | 58,72        | 24                     | 43°30' | 146°08' | —                                 | —                         |
| Танфильева               | 12,92        | 15                     | 43°26' | 145°55' | —                                 | —                         |
| Юрий                     | 10,32        | 44                     | 43°25' | 146°04' | —                                 | —                         |
| о-ва Дёмина              | 0,7          | 34                     | 43°25' | 146°10' | —                                 | —                         |
| Анучина                  | 2,35         | 33                     | 43°22' | 146°00' | —                                 | —                         |

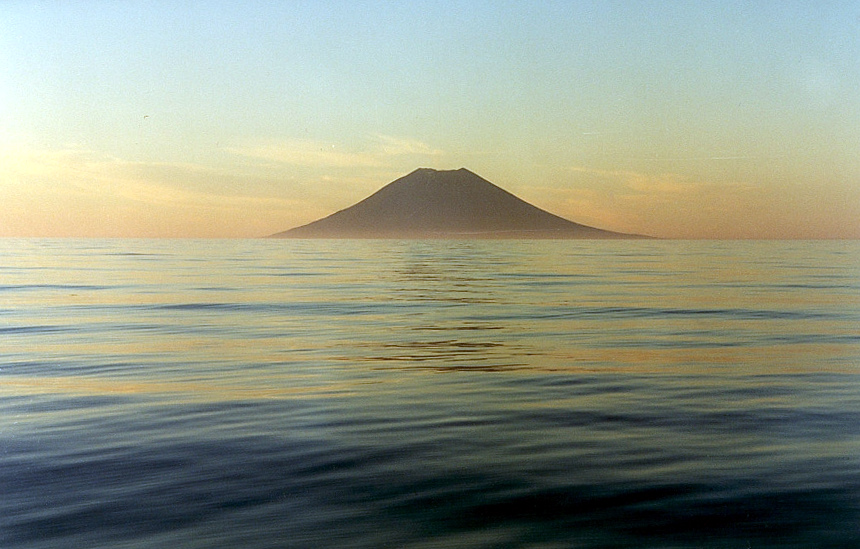
Остров Атласова
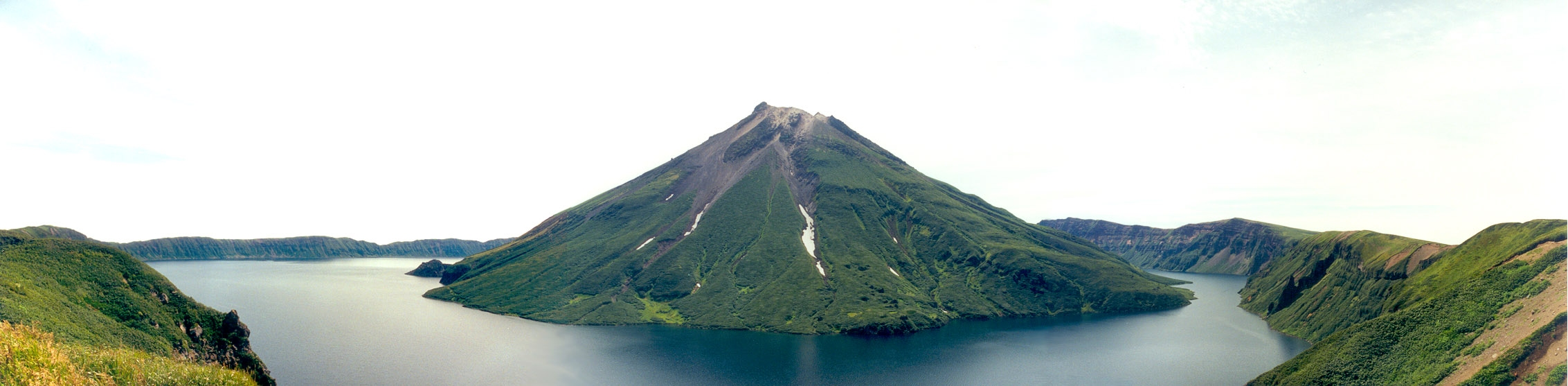
Онекотан
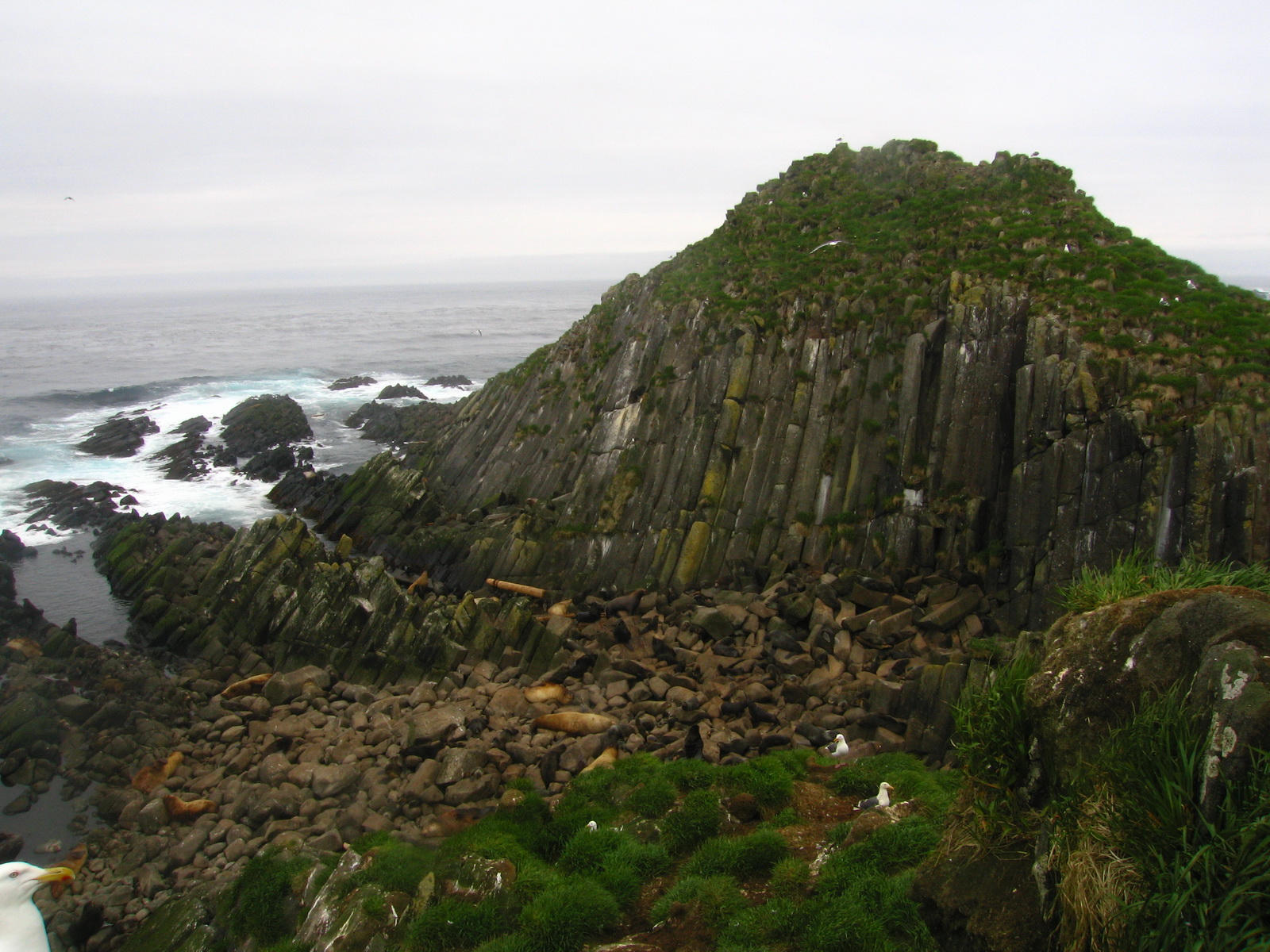
Скала Долгая (скалы Ловушки)

### Курильские проливы

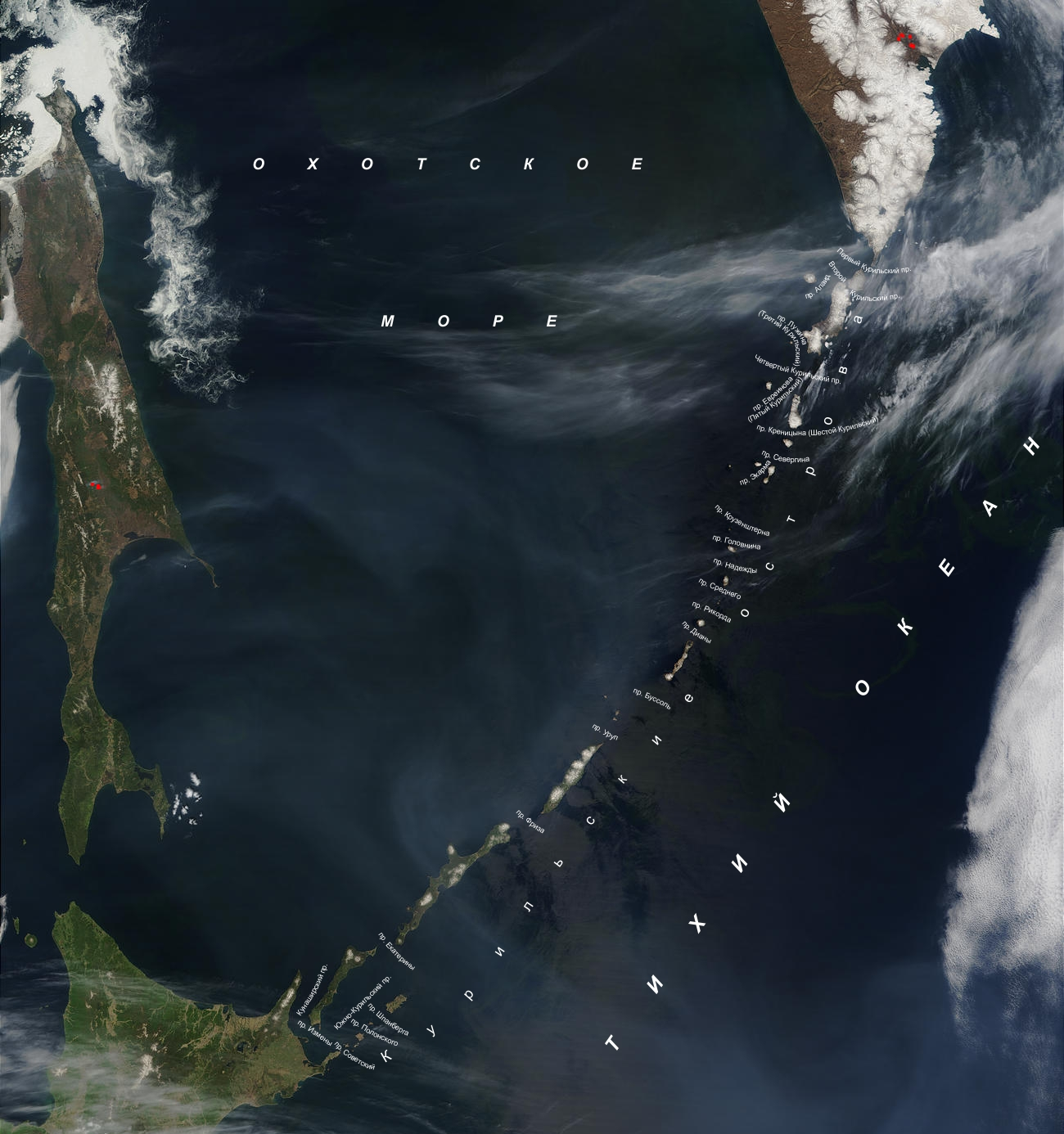
Курильские проливы

Из 28 Курильских проливов лишь два внутри архипелага являются незамерзающими и пригодными для круглогодичного судоходства между Охотским морем и Тихим океаном  — пролив Фриза и пролив Екатерины (не считая Кунаширского, Измены и Советского по южному краю архипелага и проходов между малокурильскими островами из акватории Южно-Курильского).
Скорость течений в отдельных проливах достигает 8–11 узлов, часто наблюдаются водовороты и сулои.

### Геологическое строение

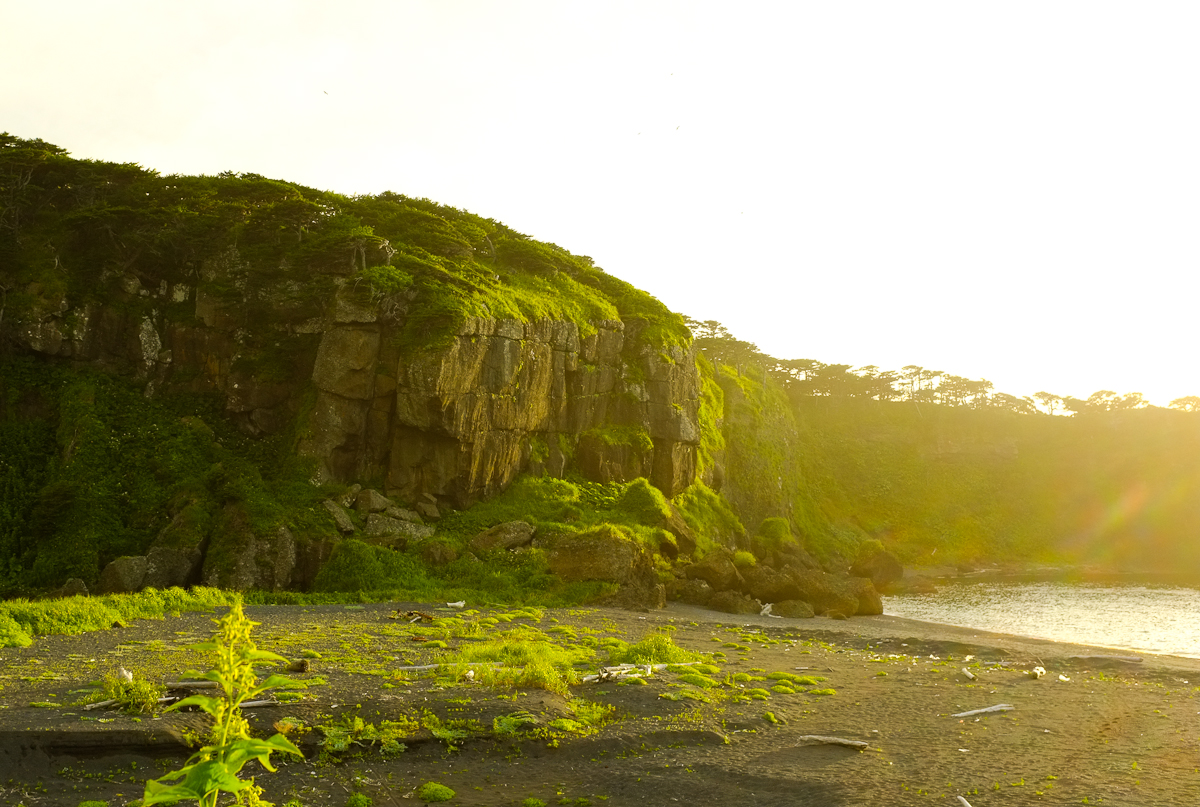
Побережье одного из островов

Курильские острова — островная дуга на краю Охотской плиты. Охотское море, соответственно, является задуговым (тыловым) морем Курил. Курильская островодужная система находится в зоне надвига Охотской плиты на тихоокеанскую (дуга выгнута к востоку, в сторону подныривающей Тихоокеанской плиты — последнее типично в геотектонике), входит в Тихоокеанское вулканическое огненное кольцо. Тихоокеанская плита погружается под Охотскую в зоне так называемой субдукции в верхние слои мантии Земли, растворяясь и поглощаясь в них, но создавая тем не менее предпосылки для вулканизма в виде избыточного давления расплава.
Вулканологи считают Курильскую островную дугу двойной — цепь Малых Курильских островов и подводный хребет Витязя образуют внешнюю невулканическую дугу, а Большая Курильская гряда составляет внутреннюю вулканическую дугу. Их разделяет междуговой Срединно-Курильский прогиб. Наиболее поднятый участок внешней невулканической дуги в виде Малых Курил параллелен южной группе Больших Курил; средний по выраженности в виде подводного хребта Витязя — северной группе; наименее выраженный участок соответствует средней группе. В пределах Больших Курил как внутренней вулканической дуги могут быть выделены главная и западная зоны. Острова западной зоны (Алаид, Ширинки, Маканруши, скалы Авось, Экарма, Чиринкотан и Броутона) имеют особенности подводной складчатости, и петрохимический состав слагающих их лав отличается от состава островов главной зоны Большой вулканической дуги.
Бо́льшая часть островов гориста. Наибольшая высота 2339 м — остров Атласова, вулкан Алаид. Курильские острова расположены в Тихоокеанском вулканическом огненном кольце в зоне высокой сейсмической активности: из 68 вулканов 36 являются действующими, имеются горячие минеральные источники. Около 12 % вулканических кратеров Курил имеют озёра, что примерно соответствует общемировому показателю.
Прибрежье Большой Курильской гряды имеет значительные глубины, особенно в её средней части — до 1000 метров уже в нескольких милях от берега.
С океанской стороны курильскую островодужную систему окаймляет Курило-Камчатский жёлоб.
Очаги земле- и моретрясений, вызывающих крупные цунами, по большей части располагаются в глубинах Курило-Камчатского жёлоба, соответственно, это природное явление более всего угрожает океанской (восточной) стороне островной дуги. Наиболее известны цунами 5 ноября 1952 года на Парамушире и Шикотанское цунами 5 октября 1994 года. Последнее из крупных цунами произошло 15 ноября 2006 года на Симушире.

### Природные ресурсы
На островах и в прибрежной зоне разведаны промышленные запасы руд цветных металлов, ртути, природного газа, нефти. На острове Итуруп, в районе вулкана Кудрявый, находится самое богатое из известных в мире минеральное месторождение рения. Он выбрасывается из вулкана с фумарольными газами вместе с десятками других цветных редких и благородных металлов Здесь же в начале XX века японцы добывали самородную серу. Общие запасы золота на Курильских островах оцениваются в 1867 т, серебра — 9284 т, титана — 39,7 млн т, железа — 273 млн т. В настоящее время разработки полезных ископаемых немногочисленны.

## Растительный и животный мир

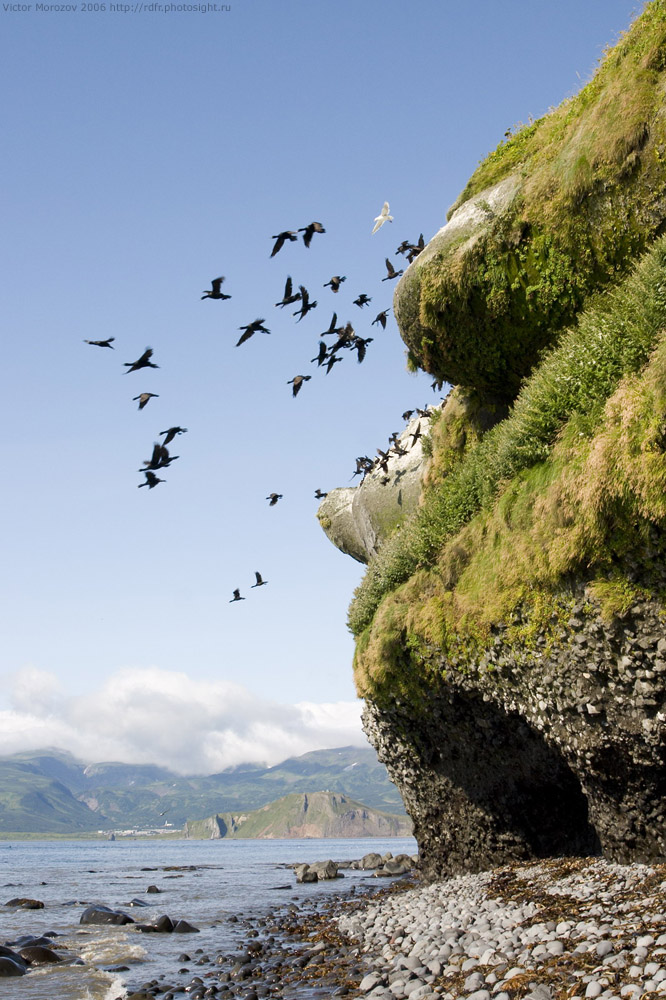
Бакланы на острове Шумшу. На заднем плане — остров Парамушир: гора Дунькин Пуп и город Северо-Курильск

### Флора

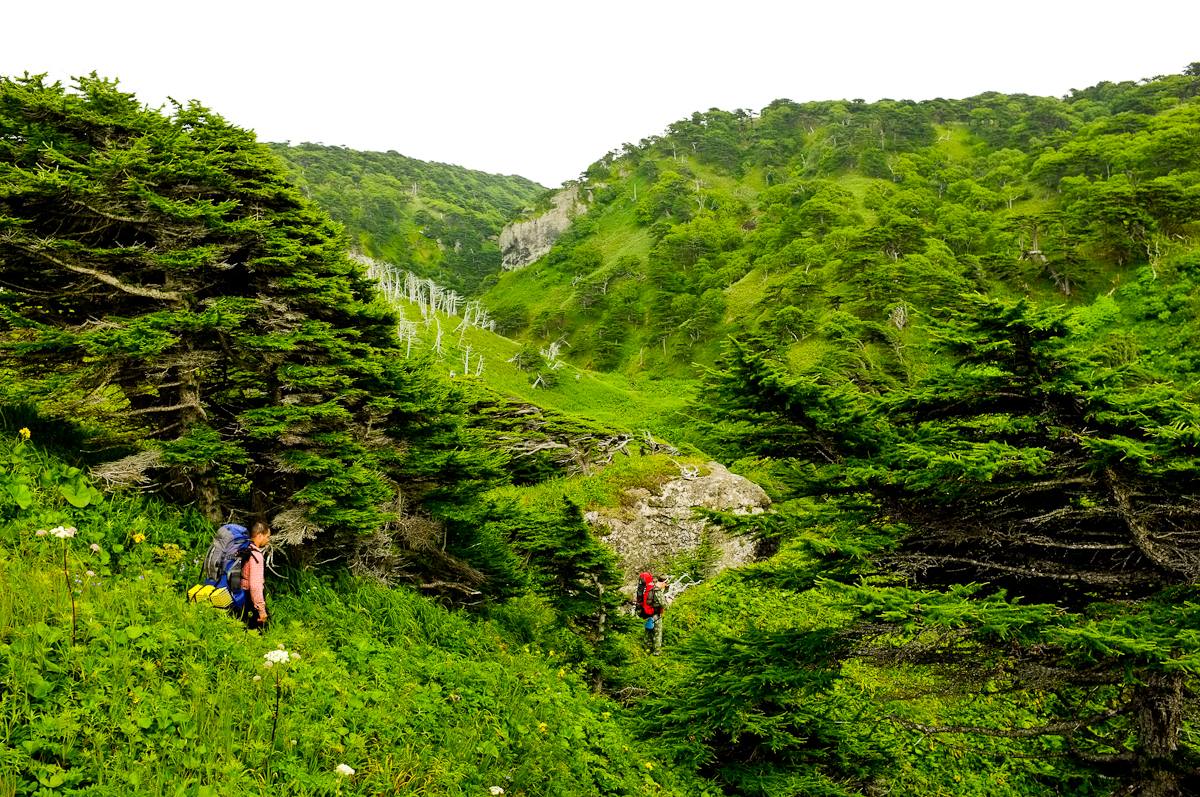
Растительность Курил

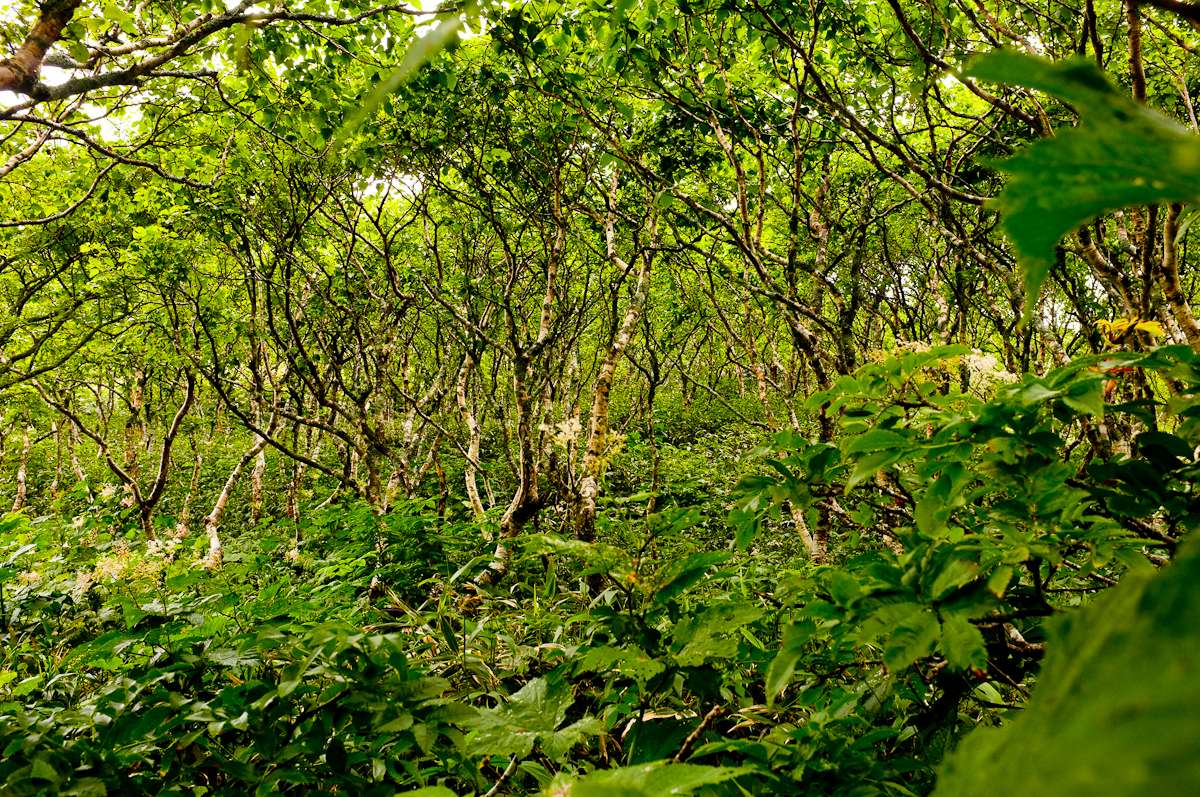
Заросли берёзы

Ввиду большой протяжённости островов с севера на юг флора Курил значительно различается. На северных островах (Парамушир, Шумшу и других), вследствие сурового климата, древесная растительность достаточно скудна и представлена в основном кустарниковыми формами (стланиками): ольха (ольхач), берёза, ива, рябина, кедровый стланик (кедрач). На южных островах (Итуруп, Кунашир) произрастают хвойные леса из пихты сахалинской, ели аянской и лиственницы курильской с большим участием широколиственных пород: дуба курчавого, клёнов, ильмов, калопанакса семилопастного с большим количеством деревянистых лиан: гортензии черешковой, актинидий, лимонника китайского, дикого винограда, ядовитого токсикодендрона восточного и т. д. На юге Кунашира встречается единственный в России дикорастущий вид магнолии — магнолия обратнояйцевидная. Одно из главных ландшафтных растений Курил, начиная со средних островов (Кетой и южнее) — курильский бамбук, образующий непроходимые заросли на склонах гор и опушках лесов. На всех островах вследствие влажного климата распространено высокотравье. Широко представлены разные ягоды: водяника, брусника, голубика, жимолость и другие.
Эндемичных растений насчитывается более 40 видов. Например, прострел Тарао, астрагал Каваками, полынь островная, эдельвейс курильский, встречающиеся на острове Итуруп; остролодочник ито и соссюрея курильская, произрастающие на острове Уруп.
На острове Итуруп охраняются следующие растения: полушник азиатский, находящийся под угрозой исчезновения, цветковые растения аралия материковая, аралия сердцевидная, калопанакс семилопастной, кандык японский, калина Райта, кардиокринум Глена, пион обратнояйцелистный, рододендрон Фори, падуб Сугероки, двулистник Грея, болотница жемчужная, волчелистник низкий, пион горный, лишайники глоссодиум японский и стереокаулон обнажённый, голосеменные растения можжевельник Саржента и тис остроконечный, моховидные бриоксифиум саватье и атрактилокарпус альпийский, произрастающий у вулкана Баранского. На острове Уруп охраняются калина Райта, аралия сердцевидная и плагиотциум тупейший.

### Фауна
На Курильских островах выявлено более 200 видов птиц из 18 отрядов: гнездящиеся, осёдлые и зимующие, пролётные, перелётные и кочующие, а также залётные виды. В водах Северных и Средних Курил летом 1991—1992 годов были зарегистрированы 2,8 млн птиц.
Широко представлены виды: ржанки, чайки, утиные, бакланы, буревестники, альбатросы, воробьиные, совы, соколообразные и другие.

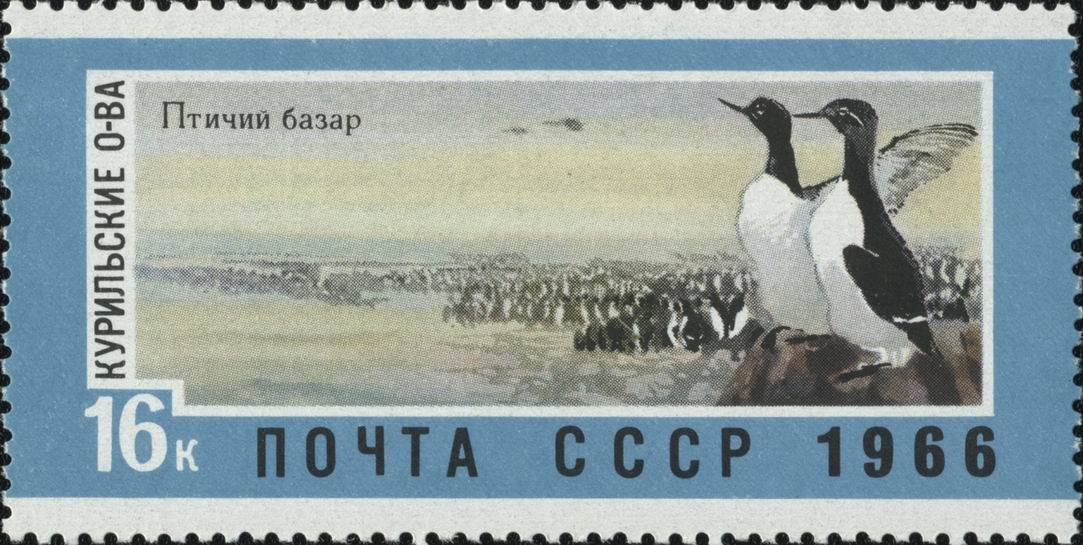
Марка СССР «Советский Дальний Восток». Курильские о-ва. Птичий базар (1966, рис. Л. Шарова, ЦФА № 3452).

Много птичьих колоний. Колонии составлены из гнездящихся птиц (не менее 100 видов), таких как серая и северная качурки, глупыши (краснолицый и беренгийский), чернохвостая и тихоокеанская чайки, бакланы, очковый чистик и другие.
Вдоль островов пролегает важнейший путь миграции птиц с севера на юг и обратно. Вдоль восточного побережья Камчатки и тихоокеанских берегов Курильских островов проходит путь ежегодных перекочёвок командорских морских котиков, главным образом, к восточному побережью Японии и обратно.
На островах обитают лисы, мелкие грызуны.
На Кунашире, Итурупе и Парамушире обитает бурый медведь; медведь также встречался на Шумшу, но во время долговременного нахождения на острове военной базы, ввиду относительно небольшого его размера, медведи на Шумшу, в основном, были выбиты. Шумшу является связующим островом между Парамуширом и Камчаткой, и отдельные медведи сейчас там встречаются.
Прибрежный подводный мир, в отличие от островов, не только многочислен, но и весьма разнообразен. В прибрежных водах обитают нерпы, каланы, косатки, сивучи. Крупные гаремные лежбища сивуча имеются как на Большой Курильской гряде (на островах Райкоке, Брат-Чирпоев, Анциферова, субархипелагах Среднего и Ловушки), так и на Малой (на субархипелаге Осколки). Самые крупные лежбища тюленей Курил находятся на Малой гряде (субархипелаги Осколки и Демина).
Большое промысловое значение имеют: рыба, крабы, моллюски, кальмары, ракообразные, трепанги, морские огурцы, морские ежи, морская капуста. Моря, омывающие берега Курил, являются одними из наиболее богатых живностью районов Мирового океана.
На острове Итуруп присутствуют и эндемичные животные (моллюски): лакустрина итурупская, шаровка итурупская (озеро Рейдово), курильская жемчужница, на озере Доброе встречаются кунаширия синанодонтовидная и затворка итурупская.
10 февраля 1984 года был создан Государственный природный заповедник «Курильский». На его территории обитает 45 видов, включённых в Красную книгу России.

## История
Каждый из Курильских островов являлся важным звеном на пути передвижений древних морских охотников между Японскими островами и Камчаткой.
С конца I тыс. до н. э. по II тыс. н. э. на островах Курильской гряды, а также Хоккайдо, господствовала охотская культура, которая зародилась на Сахалине. Доисторическая эпоха описывается археологией как слияние культур — неолитической у наиболее древних насельников и более поздней, занесённой переселенцами с материка. В историческую эпоху складывается айнский этнос, культура которого господствовала на островах вплоть до середины XIX века.
С середины-конца XIX века архипелаг осваивался Японской империей, что сопровождалось ассимиляцией коренного населения. По итогам Второй мировой войны японское население репатриировано на Японские острова.
Современное российское население сложилось вследствие миграционного обмена с материком во второй половине XX века.

## Население

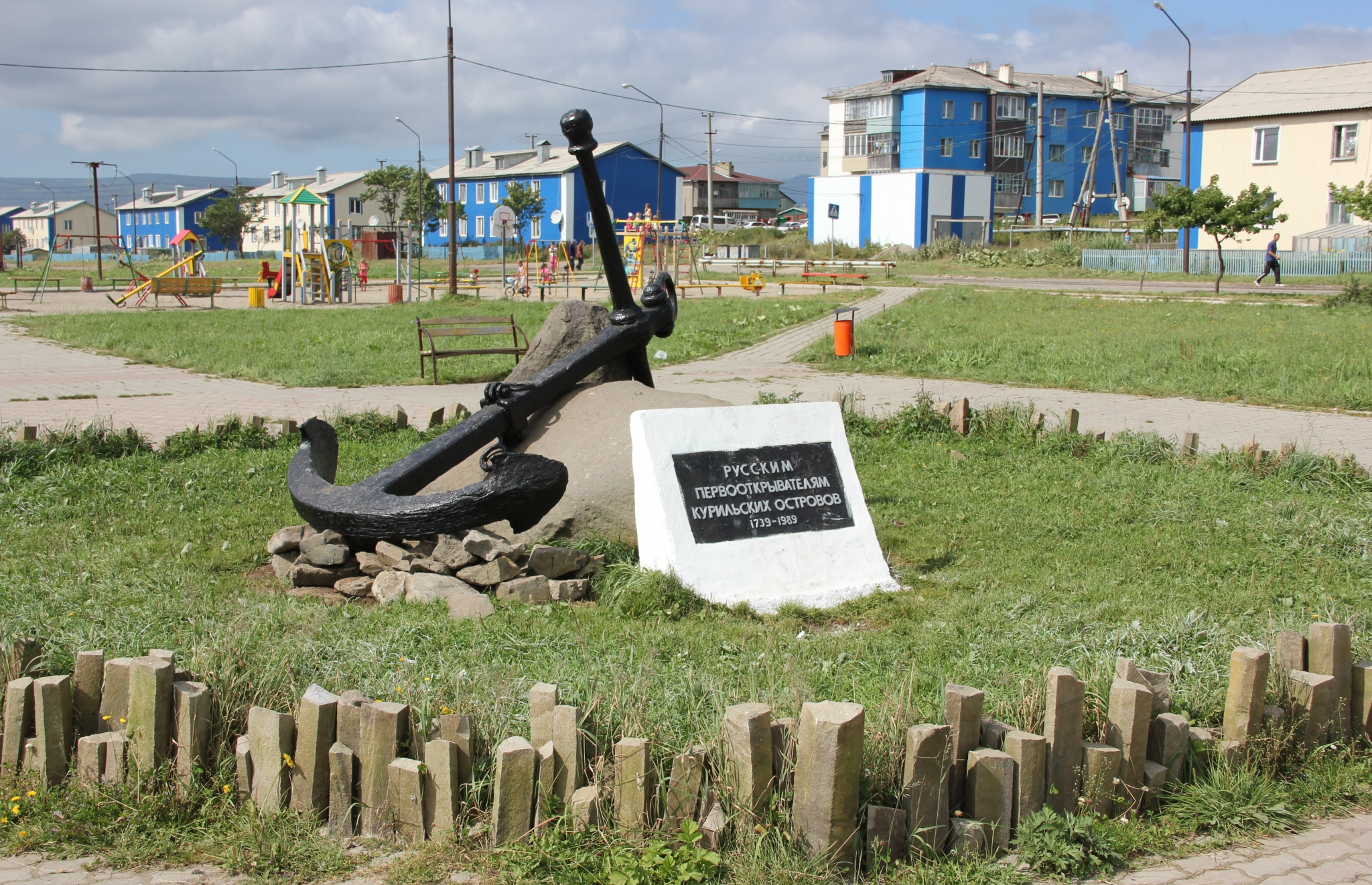
Южно-Курильск

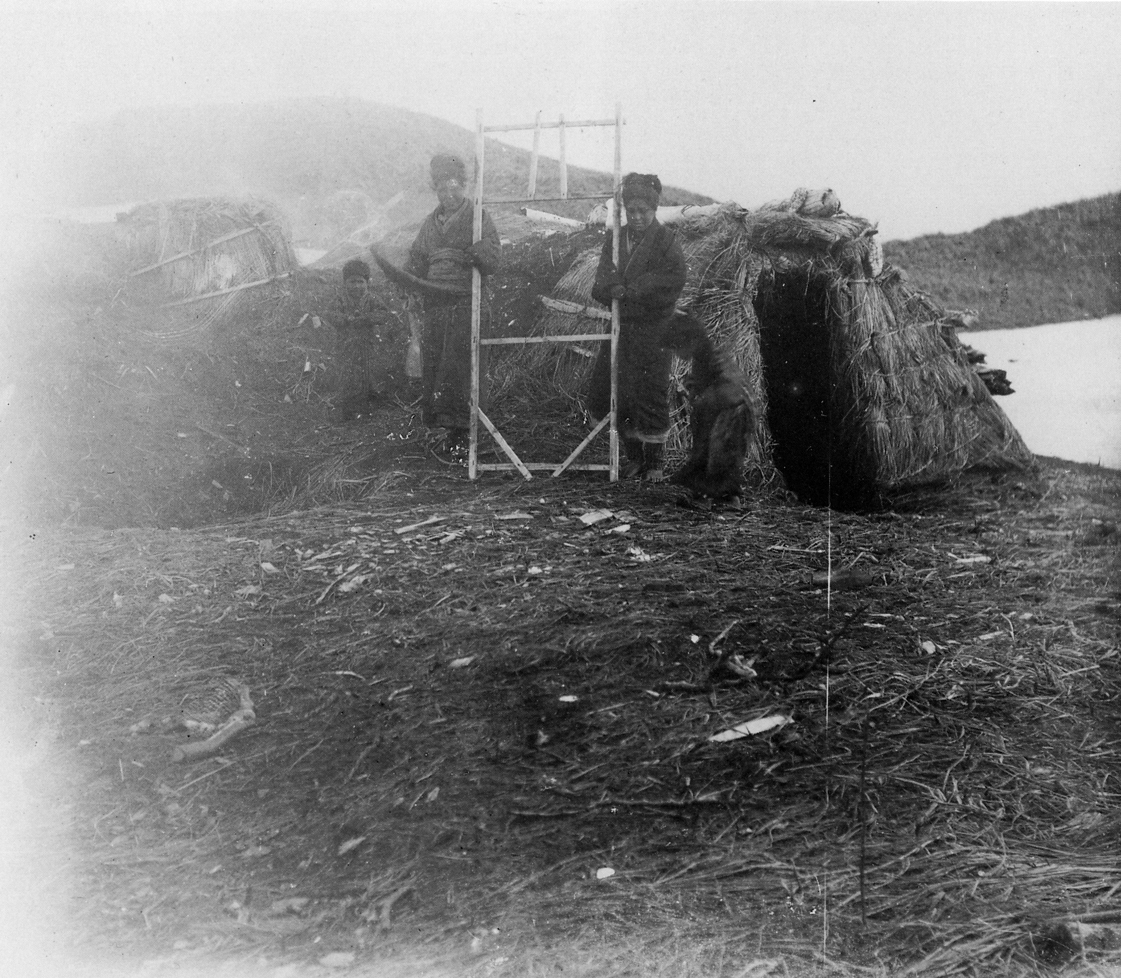
Курильские айны

Древнейшее население Курильских островов — айны, от которых они и получили название. 
В настоящее время острова заселены крайне неравномерно. Население проживает постоянно только на Парамушире, Итурупе, Кунашире и Шикотане. На других островах постоянное население отсутствует. На начало 2010 года насчитывается 19 населённых пунктов: два города (Северо-Курильск, Курильск), посёлок городского типа (Южно-Курильск) и 16 сёл.
Наибольшая численность населения отмечалась в 1989 году и составляла 29,5 тыс. человек. В советское время население островов было существенно выше вследствие высоких дотаций и большого количества военнослужащих. Благодаря военным были населены острова Шумшу, Онекотан, Симушир и др.
По состоянию на 2023 год, население островов составляет 20,8 тыс. человек, в том числе в Курильском городском округе — 6,9 тыс. человек (на единственном заселённом острове Итуруп, также входят Уруп, Симушир и др.); в Южно-Курильском городском округе — 11,5 тыс. чел. (Кунашир и Шикотан с другими островами Малой Курильской гряды); в Северо-Курильском городском округе — 2,4 тыс. человек (на единственном заселённом острове Парамушир, также входят Шумшу, Онекотан и др.).

## В культуре
Одно из ранних упоминаний Курил содержит японский эпос «Повесть о доме Тайра», начавший складываться в XIII веке о происходивших веком ранее событиях: всколыхнувшем всю Японию противостоянии враждующих кланов — Тайра и Минамото. Предводитель проигравшей стороны по имени Мунэмори тщетно надеется на замену казни ссылкой на острова к северу от Японии, которые мыслились как неосвоенный дальний край, населённый дикими племенами айнов: «Пусть сошлют нас куда угодно, хоть в Эдзо, хоть на Тисиму, лишь бы сохранили жизнь!». Под Эдзо понимается остров Хоккайдо, а под Тисимой (дословно: «тысяча островов») — Курильские острова. При этом в работе Д. М. Позднеева, написанной и изданной в Японии в 1909 году, «Материалы по истории Северной Японии и её отношений к материку Азии и России», приводится мнение японских авторов, что название Цисима (Тисима, т.е. тысяча островов) появилось довольно поздно, к концу XVIII века.
В 1810 году в журнале «Аглая» под псевдонимом некоего М. М-ва вышла повесть «Остров Шамуршир. Курильский анекдот», сочинённая как пересказ истории любви россиянина Малинского и «курилки» (айнской девушки) Варьми, услышанной анонимным автором от некоего офицера Российско-Американской компании. В духе сентиментализма Курилы преподнесены как удалённый от России край земли, где местные люди сохраняют способность к искренним и незамутнённым условностями цивилизации чувствам. На основании ряда сюжетных и композиционных пересечений с повестью А. С. Пушкина «Станционный смотритель» исследователь Л. М. Ермакова выдвинула версию о возможном влиянии «курильского анекдота» на творчество знаменитого русского поэта.
Кустарниковое растение, тонизирующие и целебные свойства которого стали известны россиянам в ходе освоения Курил, получило в российской ботанике название Курильский чай (его народное прозвище «могучка», вероятно, связано с латинским названием рода растений Лапчатка - Potentilla - к которому оно в прошлом относилось), ставшее впоследствии собственным названием отдельного рода семейства розовоцветных (в других странах — Дазифора).
В романе «Морской Волк» 1904 года американского писателя Джека Лондона под «берегами Японии», у которых ведёт браконьерский промысел шхуна «Призрак», выписано мористое прибрежье Курильской островной цепи с проходящим вдоль неё путём миграции морского котика:

Мы быстро шли на северо-запад, пока не показались берега Японии. Здесь мы встретили то большое стадо котиков, которое, неведомо откуда, из недр безграничного Тихого океана, ежегодно переселяется на север, к скалистым берегам Берингова моря. Вместе с котиками пошли на север и мы, хищнически истребляя их, бросая их голые ободранные трупы акулам и засаливая их шкуры, предназначенные для украшения прелестных плеч городских жительниц. Да, эти безумные убийства совершались для женщин; ведь никто не ест китового мяса и жира.

«Морской волк», как и дебютный рассказ «Тайфун у берегов Японии», во многом основан на собственных впечатлениях 17-летнего Джека Лондона, в 1893 году служившего матросом на зверобойной шхуне «Софи Сазерленд». В ходе семимесячного браконьерского рейда к «берегам Сибири» шхуна била котика где-то у Курил, Камчатки и Командор.
Японское название Курильского архипелага использует участник курильского десанта 1945 года, писатель А. М. Грачев (1912–1973) в своей книге «Падение Тисима-ретто» 1956 года, подчеркивая драматизм смены островами национальной принадлежности на исходе Второй Мировой войны.
На Курильских островах (Кунашир и Итуруп) не ранее 1945 года была выведена особая порода короткохвостых домашних кошек-крысоловов — Курильский бобтейл.
Курильским островам посвящена одноимённая песня Юрия Визбора (написана в 1963 году).

### Отсылки к источникам
1. ↑  Курильские острова входят в Сахалинскую область России. Принадлежность южных островов архипелага: Итурупа, Кунашира, Шикотана и группы Хабомаи — оспаривается Японией.
2. ↑  Пыжьянов Ф. И. Курильские острова : (словарь по истории географических названий) / Ф. И. Пыжьянов ; Архивный отд. адм. Сахалин. обл. ; Гос. архив Сахалин. обл. – Южно-Сахалинск : [Гос. архив Сахалин. обл.], 1998. – 222 с.
3. 1 2  Соколов А. М. Айны от истоков до современности (материалы к истории становления айнского этноса). — Спб.: МАЭ РАН, 2014. — 766 с., с.233 ISBN 978-5-88431-259-3
4. ↑  Витер И. В. Первые сведения об островах Курильской гряды. XVIII в. / И. В. Витер, Е. М. Верещага // Люди великого долга: материалы междунар. ист. XXVI Крашенинник. чтений. — Петропавловск-Камчатский, 2009. — С. 43-50. — Библиогр.: с. 50
5. ↑  Администрация МО «Курильский городской округ». Дата обращения: 25 февраля 2023. Архивировано 6 ноября 2022 года.
6. ↑  Российская академия наук. Институт географии РАН. Тихоокеанский институт географии ДВО РАН; Редкол.: Котляков В. М. (председатель), Бакланов П. Я., Комедчиков Н. Н. (гл. ред.) и др.; Отв. ред.-картограф Фёдорова Е. Я. Атлас Курильских островов. — М.; Владивосток: ИПЦ «ДИК», 2009. — 516 с.
7. ↑  Управление природных ресурсов и охраны окружающей среды МПР России по Сахалинской области. Доклад «О состоянии и об охране окружающей среды Сахалинской области в 2002 году» (2003). Дата обращения: 21 июня 2010. Архивировано из оригинала 10 февраля 2012 года.
8. ↑  Сахалинская область. Официальный сайт губернатора и правительства Сахалинской области. Дата обращения: 21 июня 2010. Архивировано из оригинала 7 октября 2006 года.
9. ↑  Макеев Б. «Курильская проблема: военный аспект». Мировая экономика и международные отношения, 1993 год, № 1, стр. 54
10. ↑  Шах и Матуа: Россия замыкает оборонительный периметр на Тихом океане. Дата обращения: 10 ноября 2023. Архивировано 10 ноября 2023 года.
11. ↑  до 1947 года — Южно-Сахалинская область
12. ↑  Administrative map of Japan (As of April 1, 2009) (англ.). Архивировано из оригинала 7 февраля 2013 года.
13. ↑  The Hokkaido government’s views on the Northern Territories issue (англ.). www.pref.hokkaido.lg.jp. Дата обращения: 6 декабря 2021. Архивировано 27 января 2010 года.
14. ↑  Иванов А. В. Юбилей одной ошибки. Дата обращения: 28 февраля 2023. Архивировано 27 февраля 2023 года.
15. ↑  Хоппо рёдо мондай-ни кансуру О & А хэйсэй 22 тоси 2 гацу (вопросы и ответы касательно северных территорий от февраля 22 года эпохи хэйсэй). http://www.mofa.go.jp/mofaj/area/hoppo/mondai_qa.html Архивная копия от 27 февраля 2023 на Wayback Machine
16. ↑  Анатолий Кошкин. За браконьерскую добычу краба японские рыбаки отделались штрафом. Дата обращения: 28 февраля 2024. Архивировано 28 февраля 2024 года.
17. ↑  Глава 27. Курильские острова в русской и зарубежной литературе. web.archive.org (18 февраля 2022). Дата обращения: 10 мая 2025. Архивировано 18 февраля 2022 года.
18. ↑  Анализ закономерностей распределения землетрясений по типам очаговых подвижек в Курило-Охотском регионе перед катастрофическим Симуширским землетрясением 15. 11. 2006 года — т… cyberleninka.ru. Дата обращения: 6 декабря 2021. Архивировано 25 марта 2020 года.
19. ↑  Уникальное для России субтропическое дерево зацвело на Кунашире. Дата обращения: 1 мая 2023. Архивировано 8 февраля 2018 года.
20. ↑  Ландшафтная типология Курильских островов. cyberleninka.ru. Дата обращения: 6 декабря 2021. Архивировано 19 февраля 2022 года.
21. ↑  Географическое положение и климатические условия: Официальный сайт Губернатора и Правительства Сахалинской области. Дата обращения: 13 апреля 2019. Архивировано 19 февраля 2022 года.
22. ↑  Дальний Восток / Рекреационные районы / Отдых в России. Дата обращения: 1 мая 2023. Архивировано 1 мая 2023 года.
23. ↑  Гришин С. Ю., Нечаев В. А., Верещага Е. М., Витер И. В. Находка кедрового стланика на острове Матуа (Курильские острова) // Вестник ДВО РАН : научный журнал. — Владивосток: ДВО РАН, 2011. — № 4. — С. 97–100. — ISSN 0869-7698. Архивировано 13 декабря 2019 года.
24. ↑  Полохин О. В., Сибирина Л. А. Почвы и растительность острова Симушир (Курильские острова) // Фундаментальные исследования : научный журнал. — М.: ИД «Академия Естествознания», 2013. — № 10 (часть 8). — С. 1766—1769. — ISSN 1812-7339. Архивировано 12 июля 2019 года.
25. ↑  Урусов В. М., Майорова Л. А., Пшеничникова Н. Ф. Экология. Биологическая составляющая охраны природы и рационального природопользования на Дальнем Востоке. Учебное пособие. — Владивосток: ВГУЭС, 2002. — 276 с. Архивировано 8 декабря 2015 года.
26. 1 2  Из истории русских гидрографических исследований на Курильских островах. Дата обращения: 3 июня 2023. Архивировано 10 апреля 2023 года.
27. ↑  Континентальные окраины, переходные зоны островодужного и альтернативного типов. КиберЛенинка. Дата обращения: 17 сентября 2023. Архивировано 19 сентября 2023 года.
28. ↑  Особенности строения и сейсмотектоники Курильской системы дуга-жёлоб. Дата обращения: 17 сентября 2023. Архивировано 19 сентября 2023 года.
29. ↑  Эрлих Э. Н. Структура тектонических систем островных дуг // Современная структура и четвертичный вулканизм западной части тихоокеанского кольца. — Новосибирск, 1979.
30. ↑  Горшков Г. С. Строение Курильской дуги // Вулканизм Курильской островной дуги. — М.: Наука, 1967. — 288 с. Архивировано 4 ноября 2019 года.
31. ↑  Рыбин А.В., Чибисова М.В., Дегтерев А.В., Гурьянов В.Б. Вулканическая активность на Курильских островах в XXI веке. КиберЛенинка. Дата обращения: 12 ноября 2024. Архивировано 12 ноября 2024 года.
32. ↑  Ким Ок Сен, Назарова Л.Х. Туризм и рекреационные возможности Сахалина и Курильских островов. КиберЛенинка. Дата обращения: 12 ноября 2024. Архивировано 12 ноября 2024 года.
33. ↑  Козлов Д. Н., Рашидов В. А., Коротеев И. Г. Морфология бухты Броутона (о. Симушир, Курильские острова) // Вестник КРАУНЦ. Науки о Земле. — Петропавловск-Камчатский: Институт вулканологии и сейсмологии ДВО РАН, 2012. — Вып. 20. — С. 71–77. Архивировано 27 марта 2016 года.
34. ↑  Ломтев В. Л. К строению и истории Курило-Камчатского глубоководного жёлоба (СЗ Пацифика). Дата обращения: 17 сентября 2023. Архивировано 19 сентября 2023 года.
35. ↑  А. Кременецкий Завод на вулкане. www.nkj.ru. Дата обращения: 6 декабря 2021. Архивировано 19 февраля 2022 года.. «Наука и жизнь», № 11, 2000 год.
36. ↑  Рений вам, а не Курилы! flb.ru. Дата обращения: 6 декабря 2021. Архивировано 19 февраля 2022 года.
37. ↑  Балихин А. В., Барковская О. Э.. Перспективы извлечения рения из вулканических газов. (рус.) // Комплексное использование минерального сырья : журнал. — 2017. — № 3. — С. 16—24. — ISSN 2224-5243.
38. ↑  Регионы России. Справка по региону. Дата обращения: 15 апреля 2008. Архивировано из оригинала 9 декабря 2012 года.
39. ↑  Трулевич Наталья Владимировна. Эколого-фитоценотические основы интродукции растений. — М.: Наука, 1991. — С. 106—107. — 216 с. — ISBN 5-02-004007-Х.
40. ↑  Шунтов В. П. Межгодовые изменения в летнем населении птиц в северо-восточной части Тихого океана // ДВО РАН. — 1995. — № 3. — С. 165—174. — ISSN 0134-3475. Архивировано 23 декабря 2019 года.
41. ↑  5.6 Миграция птиц и зоны с чувствительной фауной. Центр Аэронавигационной Информации. Госкорпорация по ОрВД (7 марта 2013). Дата обращения: 9 декабря 2021. Архивировано из оригинала 28 июля 2017 года.
42. ↑  Миграция и поведение морских котиков в море. Дата обращения: 12 ноября 2024. Архивировано 12 ноября 2024 года.
43. ↑  Трухин А. М. Выживаемость и участие в размножении аборигенных сивучей (Eumetopias jubatus) на репродуктивном лежбище о.Райкоке // Известия ТИНРО. — 2008. — Т. 152. — С. 129. Архивировано 24 декабря 2016 года.
44. ↑  Заповедник Курильский. Заповедная азбука. Статья Сивуч. Дата обращения: 30 января 2023. Архивировано 30 января 2023 года.
45. ↑  Неведомская И. А. Лежбища ластоногих на юге Курильской гряды, их охрана и перспективы. Дата обращения: 1 мая 2023. Архивировано 2 февраля 2023 года.
46. ↑  До 90 % годового промысла в Сахалино-курильском бассейне составляют: лосось, сельдь, камбала, минтай, сайра, скумбрия, треска, навага, терпуг, палтус, кета.
47. ↑  База данных ООПТ: заповедник «Курильский». «Заповедная Россия». Минприроды России. Дата обращения: 9 декабря 2021. Архивировано из оригинала 31 марта 2006 года.
48. ↑  Кадастр объектов животного мира. Государственный природный заповедник «Курильский». Дата обращения: 9 декабря 2021. Архивировано 9 декабря 2021 года.
49. ↑  Пташинский А. В. Предварительные результаты археологических исследований на островах Северо-Курильского района Сахалинской области. КиберЛенинка. Дата обращения: 25 октября 2024. Архивировано 29 февраля 2020 года.
50. ↑  Мухина В., Манчилина Е. Особенности самосознания жителей Восточной окраины России: результаты изучения менталитета населения островов Курильской гряды. КиберЛенинка. Дата обращения: 12 ноября 2024. Архивировано 12 ноября 2024 года.
51. ↑  Численность постоянного населения Российской Федерации по муниципальным образованиям на 1 января 2023 года
52. ↑  Юкинага, монах. Повесть о доме Тайра / Пер. со старояпон. И. Львовой, стихи в пер. А. Долина. – М., 2000. С. 264.
53. 1 2 3  Иконникова Е. А. Курильские острова в русской и зарубежной литературе. Дата обращения: 9 июля 2022. Архивировано 22 сентября 2022 года.
54. ↑  Позднеев, Д. М. Материалы по истории Северной Японии и её отношений к материку Азии и России. — Токио — Иокогама, 1909. — Т. 1. — С. 58. — 532 с. Архивировано 19 февраля 2022 года.
55. ↑  согласно предположению исследовательницы Л. М. Ермаковой, писатель М. Н. Макаров
56. ↑  Ермакова Л. М. Неизвестная повесть об айнах: текст и его предполагаемые связи. Дата обращения: 26 ноября 2023. Архивировано 25 февраля 2024 года.
57. ↑  М-в М. Остров Шамуршир. Курильский анекдот // Аглая, издаваемая кн. П. Шаликовым. – М., 1810. Ч. 10. Кн. 3. Сентябрь. С. 3-25.
58. ↑  Остров Шамуршир как место действия «курильского анекдота» представляется вымышленным названием, но перекликается с настоящими инсулонимами Курильской гряды, например,  Парамуширом (либо айнской первоосновой названия Шумшу).
59. ↑  Ермакова Л. М. Об одном забытом произведении русского сентиментализма. Дата обращения: 21 мая 2023. Архивировано 21 мая 2023 года.
60. ↑  Людмила Ермакова: Пушкин и один курильский анекдот. Высшая школа экономики. Институт классического Востока и античности. Дата обращения: 19 ноября 2023. Архивировано 19 ноября 2023 года.
61. ↑  Лапчатка кустарниковая. Дата обращения: 14 ноября 2024. Архивировано 24 декабря 2024 года.
62. ↑  Курильский чай: лечебные свойства. Дата обращения: 9 ноября 2024. Архивировано 8 ноября 2024 года.
63. ↑  Авченко В. Загадка «Морского волка». Год литературы. Дата обращения: 28 июля 2024. Архивировано 28 июля 2024 года.
64. ↑  Юрий Визбор «Курильские острова». Лаборатория Фантастики. Дата обращения: 14 июня 2020. Архивировано 14 июня 2020 года.

## См.также
- Курильская котловина
- Курильские проливы
- Курильское течение
- Курило-Камчатский жёлоб